# 五常大米
五常大米是指在中华人民共和国黑龙江省五常市以稻花香二號（早期稱為五優稻四號）為主要栽培品種完成种植、收获、加工、包装等全部环节的大米。
五常市水系发达，土壤肥沃，因其气候寒冷水稻一年一熟，且水稻收获期五常地区的昼夜温差大，致使其大米口感味道佳，成为黑龙江省特产，后于2003年5月10日被列入中国地理标志产品保护列表。

## 历史

### 培育人
朝鲜族田永太是稻花香2号的第一培育人。20世纪50年代，田永太从韩国青山南道来到了中国黑龙江省五常市，1966年其成为龙凤山乡的五一生产队长，其在工作期间先后发现、培育、优选出了一系列水稻品种。1993年，田永太成功培育长粒米“93-8”（后被命名为五优稻1号）并于次年开始大面积种植，自此，五常大米好吃的美名传遍中国。1999年五优稻4号（即稻花香2号）问世，成为今天种植最为广泛的五常大米的由来。2021年，田永太离世，终年82岁，被五常人民誉为稻花香之父、东北的袁隆平。

### 品牌
2003年起，中国国家质检总局将五常大米确立为原产地保护产品，明确五常市全部24个乡镇所生产的40多个品种大米都叫五常大米。伴随五常大米出名后，2010年7月，央视曝光外地企业往大米中掺入香精冒充稻花香事件，致使五常大米首度遭遇品牌危机，“掺假”成为五常大米的污点话题。2014年，五常市副市长何广铭率领五常大米维权小组奔波各地维权期间险些被打，再次引发媒体关注。2015年，新华网、北京晚报等媒体刊发报道，称五常大米年产量为71.4万吨，至多105万吨，但业内人士估算，中国市场上标售的“五常大米”至少有1,000万吨，并表示市场存在廉价米勾兑冒充五常大米的“调和米”现象。
五常市政府为维护五常大米品牌于2014年建立农业物联网服务中心。2018年12月5日以后，五常市政府持续整顿米业市场，打击使用域外水稻冒充五常大米等违法违规行为。截至2019年1月，五常市政府已累计投入3,000多万元人民币建成了五常市农业物联网服务中心，欲通过“三确一检一码”产品溯源服务体系，使五常大米全过程保质、保真、可溯源。2019年，五常市政府与京东集团达成合作，开办了销售五常大米的官方店铺。2022年，五常市政府升级改造了其物联网系统、建设了区块链溯源平台、升级了五常大米溯源防伪系统，以监控五常大米全产业链的运行数据。
2023年2月，农民日报发文表示，2022年的五常市水稻收购均价为2.6元人民币/斤，五常大米的最低售价约8元人民币/斤。 2025年1月，五常市政府在政府报告中表示，五常大米品牌价值为713.41亿元，连续9年获全国地标产品大米类第1名，同年2月，五常市政府披露其辖区五优稻四号（俗称“稻花香2号”）的种植面积215. 1万亩，年产优质水稻约130万吨，产出优质大米约70万吨，商品量约66.5万吨，并表示五常水稻的诸多环节成本较高，到消费者手中的价格应在每斤10元人民币以上。

### 国家标准
中国政府为五常大米设立过三次国家标准，以发布的先后顺序分别为2003年8月9日发布的标准号为GB 19266-2003的强制性国家标准、2008年10月22日发布的标准号为GB/T 19266-2008的推荐性国家标准，现行的是2024年12月31日发布的标准号为GB/T 19266-2024的推荐性国家标准。